# Удайпур
Удайпур (англ. Udaipur, радж. उदैपर, гінді उदयपुर) — місто в індійському штаті Раджастхан, центр однойменного округу. Колишня столиця раджпутського князівства Мевар, відомого з VIII століття. Керувала династія Сесодія. 
Населення становить 571 178 мешканців (2011).

## Географія
Розташоване за 403 км на південний захід від столиці штату Джайпура, за 248 км на захід від Коти та за 250 км на північний схід від Ахмедабада. 

### Клімат
Місто знаходиться у зоні, котра характеризується кліматом напівпустель. Найтепліший місяць — травень із середньою температурою 32.4 °C (90.3 °F). Найхолодніший місяць — січень, із середньою температурою 15.7 °С (60.3 °F).
| Клімат Удайпура         | Клімат Удайпура | Клімат Удайпура | Клімат Удайпура | Клімат Удайпура | Клімат Удайпура | Клімат Удайпура | Клімат Удайпура | Клімат Удайпура | Клімат Удайпура | Клімат Удайпура | Клімат Удайпура | Клімат Удайпура | Клімат Удайпура |
| Показник                | Січ.            | Лют.            | Бер.            | Квіт.           | Трав.           | Черв.           | Лип.            | Серп.           | Вер.            | Жовт.           | Лист.           | Груд.           | Рік             |
| Абсолютний максимум, °C | 31              | 33              | 38              | 43              | 43              | 42              | 36              | 37              | 36              | 36              | 33              | 32              | 43              |
| Середній максимум, °C   | 24,3            | 27              | 32,6            | 37,3            | 39,7            | 37,3            | 32              | 30,2            | 32,3            | 33,4            | 29,4            | 25,5            | 31,8            |
| Середня температура, °C | 15,7            | 18,2            | 23,6            | 28,8            | 32,4            | 31,7            | 28,3            | 26,7            | 26,9            | 25,2            | 20,6            | 16,7            | 24,6            |
| Середній мінімум, °C    | 7               | 9,3             | 14,6            | 20,2            | 25              | 26,1            | 24,5            | 23,2            | 21,4            | 16,9            | 11,8            | 7,8             | 17,3            |
| Абсолютний мінімум, °C  | 1               | 1               | 6               | 10              | 16              | 20              | 18              | 17              | 13              | 10              | 5               | 2               | 1               |
| Норма опадів, мм        | 2.4             | 13.8            | 6.2             | 5.2             | 16.9            | 75.2            | 175.1           | 195.3           | 89.4            | 16.3            | 12.8            | 2.9             | 611.5           |
| Днів з дощем            | 0               | 0               | 0               | 0               | 0               | 4               | 9               | 10              | 8               | 2               | 0               | 0               | 37              |
| Вологість повітря, %    | 59              | 50              | 41              | 34              | 34              | 57              | 78              | 81              | 79              | 63              | 62              | 64              | 59              |
| ----------------------- | --------------- | --------------- | --------------- | --------------- | --------------- | --------------- | --------------- | --------------- | --------------- | --------------- | --------------- | --------------- | --------------- |
| Джерело: Weatherbase    |                 |                 |                 |                 |                 |                 |                 |                 |                 |                 |                 |                 |                 |

## Туризм
Історичною столицею Мевара був Чітторгарх. Місцевий правитель вважався старшим від усіх раджпутських князів. Після розорення Чіттогарха могольськими військами на чолі з Акбаром раджа вибрав піднесене місце й почав в 1570 р. будівництво нової укріпленої резиденції.
Наразі Удайпур змагається з Джайпуром і Джодхпуром за звання головного туристичного центру Західної Індії. Місто має велику кількість історичних палаців, розташованих вздовж берегів озер, якими Удайпур здавна славиться.
Серед найвідоміших пам'ятників Удайпура - комплекс палацу раджів (XVI-XVIII ст.), Озерний палац з білого мармуру (що займає цілий острів у озері) і палац Джаг-Мандір, в якому Шах Джахан переховувався від гніву свого батька Джахангіра.

## Демографічні дані
Згідно з переписом 2011 року, з населенням 571 178 осіб Удайпур є шостим за величиною містом Раджастхану. Чоловіки становлять 53 % населення, жінки — 47 %. Рівень писемності в місті становить 62,74 % (75,91 % серед чоловіків і 49,10 % серед жінок) при загальнонаціональному 79 %.

## У культурі
У «Книзі джунглів» Кіплінга місто (Oodeypore в англомовному варіанті) згадується як місто народження Багіри.

## Галерея
|                     |
| Палац раджі в місті |

|                                          |
| Погляд на місто з вікна одного з палаців |

|                 |
| Міська пристань |

|                         |
| Озерний палац на остров |

|                              |
| Міський палац з озера Пічола |

|              |
| Храм Джаґдиш |

|                           |
| Понумент Махарані Пратапу |

|                   |
| Палац Джаґ Мандир |

## Відомі уродженці
- Рам Нараян